# Piper Logan
Pour les articles homonymes, voir Logan.
Piper Logan est une joueuse canadienne de rugby à sept née le 13 juillet 2001 à Calgary, dans l'Alberta.

## Biographie
Elle a remporté avec l'équipe du Canada la médaille d'argent du tournoi féminin des Jeux olympiques d'été de 2024, organisés à Paris.